# Club Atlético y Biblioteca River Plate Bell Ville
El Club Atlético y Biblioteca River Plate Bell Ville es un equipo de fútbol de Argentina que juega en la Liga Bellvillense de la provincia de Córdoba.Este club es conocido por llamarse ''River'' pero usar los colores de Boca.
Esto trajo inconvenientes,dirigentes de los clubes originales( Boca Juniors y River Plate) reclamaron cambiar el color y nombre del club respectivamente,ofreciendo dinero para cambiar todo el color de las equipaciones,desafortunadamente para los clubes originales no se llego a un acuerdo y las equipaciones así como el nombre quedaron de la misma manera.

## Origen de su nombre y colores
El 23/3/1923 se fundó el club en la ciudad de Rio Tercero, Provincia de Córdoba. Los fundadores del club, una mitad eran de Boca Juniors y la otra mitad de River Plate, entonces decidieron hacer un sorteo, el que saldría primero daría el nombre al club y el restante daría los colores al Club así nació el River Plate de Bell Ville con los colores de Boca Juniors. Actualmente juega en la Liga Bellvillense de fútbol y jamás ha jugado en la máxima categoría del fútbol argentino.